# Adjacent Channel Power

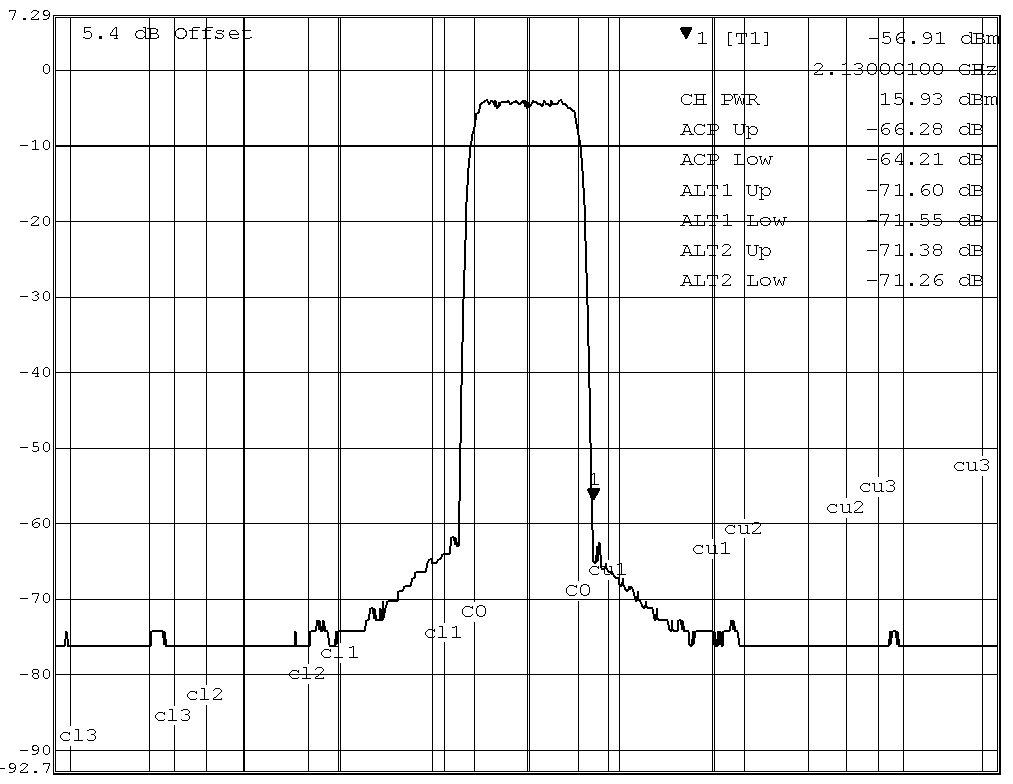
ACP Messung eines UMTS FDD Trägers
Das Bild stellt neben den UMTS-Träger Signals auch die Grenzfrequenzen der zwei unteren und oberen Nachbarkanäle dar (siehe Beispiel ACP Messung).

Adjacent Channel Power (ACP; auch Nachbarkanalleistung, Adjacent Channel Leakage Power Ratio (ACLR) oder Adjacent Channel Power Ratio (ACPR)) ist in Mobilfunknetzen das Verhältnis der gesendeten GSM-, W-CDMA- bzw. UMTS-Sendekanalleistung zur Nachbarkanalleistung.
Die Leistung, die der Sendekanal in seinen Nachbarkanal „abstrahlt“, muss möglichst klein sein, damit ein etwaiges Sendesignal im Nachbarkanal noch einwandfrei detektiert werden kann.

## ACP Messung
Die Messung erfolgt mit Signal-Analysatoren, die bereits die entsprechenden Messroutinen und die erforderliche Hardware integriert haben. Als Messfilter im Sendekanal und den Nachbarkanälen werden Root-Raised-Cosine-Filter (kurz RRC) verwendet. Die RRC haben eine Bandbreite, die der Chiprate des Trägersignals von 3,84 MHz entspricht, und einen Roll-off-Faktor von {\displaystyle \alpha }=0,22 (excessive Bandbreite). Der Frequenzabstand zwischen den Kanälen beträgt 5 MHz. Die Messbandbreite des Signal-Analysators beträgt bei der Messung von W-CDMA Trägern 30 kHz.
Die Leistung eines Kanals (CHP oder CHPwr; engl. Channel Power) entspricht der Integration der Leistung über dessen Bandbreite. Für die Messung mit dem Signal-Analysator kann man daher folgende Formel ansetzen:
{\displaystyle CHP/{\rm {dBm}}=10\cdot \log \left({\frac {CHBW}{RBW\cdot k_{n}}}\cdot {\frac {1}{N}}\cdot \sum _{i=1}^{N}{10^{\frac {P_{i}}{10}}}\right)}
Dabei ist CHP die Kanalleistung, CHBW die Kanalbandbreite, RBW die Auflösebandbreite, kn der Korrekturfaktor für die äquivalente Rauschbandbreite des verwendeten Auflösefilters, N die Anzahl der Bildpunkte im Kanal und Pi der Pegel des i-ten Bildpunktes im Kanal in dBm.
Die Angabe des Verhältnisses der Träger- zur Nachbarkanalleistung erfolgt in dB, wobei ACP Low für den unteren Nachbarkanal und ACP Up für den oberen Nachbarkanal steht. Die Messspezifikation, also die Einstellungen des Messgerätes und der Filter, zur ACP-Messung von UMTS-Signalen ist durch die 3GPP-Spezifikation TS 25.101 fest geschrieben worden.

## Grafische Darstellung

### Schematisch
Das Bild stellt das Messspektrum einer ACP Messung eines W-CDMA Signals dar. Die Bandbreite der einzelnen Kanäle beträgt jeweils 3,84 MHz, wobei die Mittenfrequenz der Kanäle immer 5 MHz auseinander liegt.
Die Leistung des Spektrums wird in dBm (dB bezogen auf 1 mW Leistung) angegeben. Die Kanalleistung ist die gesamte Leistung innerhalb der Kanalbandbreite.

### Beispiel ACP Messung
Messergebnis einer ACP-Messung für einen UMTS-Träger mit einem Signal-Analysator.  Der Signal-Analysator stellt das Spektrum, die Grenzlinien der Kanäle und das Messergebnis dar.

### Kanalleistung
Hier sind farblich die Kanalleistungen hervorgehoben. Der Sendekanal ist grün hinterlegt, während der gelbe und der rote Bereich den unteren bzw. oberen Nachbarkanal darstellen.
{\displaystyle CHP=10\cdot \log \left({\frac {CHBW}{RBW\cdot k_{n}}}\cdot {\frac {1}{N}}\cdot \sum _{i=1}^{N}{10^{\frac {P_{i}}{10}}}\right)}
{\displaystyle ACP_{\text{low}}=CHP_{\mathrm {Tr{\ddot {a}}ger} }-CHP_{\text{Unterer Nachbarkanal}}}
{\displaystyle ACP_{\text{up}}=CHP_{\mathrm {Tr{\ddot {a}}ger} }-CHP_{\text{Oberer Nachbarkanal}}}